# الحالة السياسية للصحراء الغربية

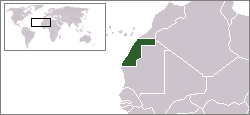
منطقة الصحراء الغربية المتنازع عليها

الصحراء الغربية، (التي كانت في السابق مستعمرة إسبانية في الصحراء الإسبانية)، هي منطقة متنازع عليها تطالب بها كل من المملكة المغربية والجبهة الشعبية لتحرير الساقية الحمراء ووادي الذهب (جبهة البوليساريو)، وهي حركة استقلال مقرها في تندوف. ضم المغرب للصحراء الغربية على مرحلتين (في عامي 1976 و1979)، لكن القانون الدولي يعتبر هذا الضم غير قانوني.
تُدرج الأمم المتحدة الصحراء الغربية ضمن قائمة الأراضي غير المستعمرة، وبالتالي فهي مدرجة ضمن قائمة الأمم المتحدة للأقاليم غير المتمتعة بالحكم الذاتي، والتي تعتبر إسبانيا الدولة الإدارية بحكم القانون. وبموجب القانون الدولي، لا تُعتبر الصحراء الغربية جزءًا قانونيًا من المغرب، وتظل خاضعة للقوانين الدولية للاحتلال العسكري.

## تاريخ النزاع السياسي

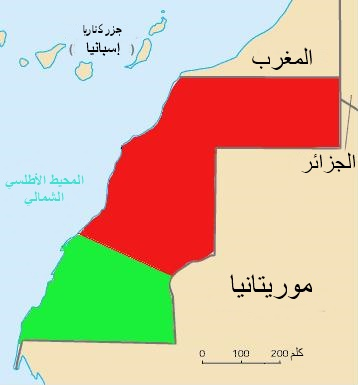
بعد إتفاقية مدريد في سنة 1975، تم تقسيم الصحراء الغربية إلى منطقتين: المغرب (أحمر) وموريتانيا (أخضر)

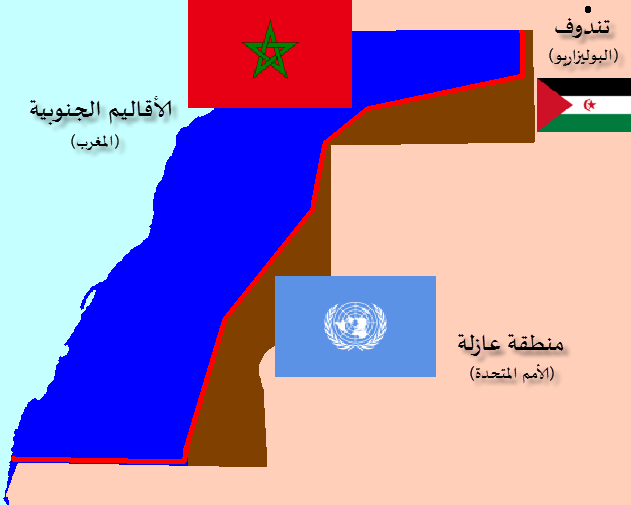
في سنة 1979، بعد إنسحاب موريتانيا، ضم المغرب الأراضي التي كانت خاضعة لحكم موريتانيا، وقام ببناء الجدار الرملي. وتوضح هذه الخريطة المناطق الخاضعة للمغرب (الأزرق) - المناطق الخاضعة للبوليساريو (البني) - أما الخط الأحمر فيمثل الجدار الرملي الفاصل بينهما

التقسيم الحالي للصحراء الغربية، توضح هذه الخريطة الأقاليم الجنوبية الخاضعة للمغرب والمناطق الخاضعة للبوليساريو. كما توضح الخريطة مراحل بناء الجدار الرملي.

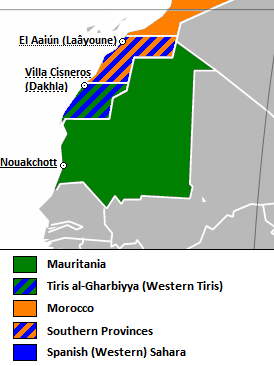
تقسيم الصحراء الغربية بين المغرب (الأقاليم الجنوبية) وموريتانيا (تيرس الغربية)

- في سنة 1975، بدأت المشاكل السياسية تظهر بشكل أكبر في الصحراء الغربية، فبعد اتفاقية مدريد التي وقعت عليها كل من إسبانيا والمغرب وموريتانيا، لإنهاء الاستعمار الإسباني في الصحراء الغربية، والتي تم بموجبها تقسيم الصحراء الغربية إلى منطقتين: الأقاليم الجنوبية تحت حكم المغرب، وتيرس الغربية تحت حكم موريتانيا.[2]

- في سنة 1976، أعلنت إسبانيا رسمياً انسحابها الكامل من الصحراء الغربية، وبعد الخروج الرسمي لإسبانيا، أعلنت جبهة البوليساريو قيام الجمهورية العربية الصحراوية الديمقراطية، وشنت حرب عصابات ضد كل من المغرب وموريتانيا.
- في سنة 1979، لم تستطع موريتانيا الاستمرار في مواجهة البوليساريو؛ بسبب ضعف جيشها وأيضاً لأسباب سياسية، وأعلنت موريتانيا عن تخليها عن مطالبها في الصحراء الغربية، وبعد انسحابها، قام المغرب على الفور بضم أراضي الصحراء الغربية التي كانت تحكمها موريتانيا وغادرتها، وهي أراضي التيريس الغربية، وهو الاسم الذي يُطلق على النصف الجنوبي من وادي الذهب.
- في سنة 1980، بدأ المغرب ببناء الجدار الرملي، وهو جدار يفصل بين الأقاليم الجنوبية المغربية وبين المنطقة الحرة الخاضعة لسيطرة البوليزاريو، وتتمثل مهمة الجدار في إيقاف الهجمات التي كانت تشنها البوليساريو على المغرب، وتم الانتهاء من بناء هذا الجدار في سنة 1987.
- في سنة 1991، تم إنشاء بعثة المينورسو التابعة للأمم المتحدة لمراقبة وقف إطلاق النار بين المغرب والبوليساريو، وكذلك لإجراء إستفتاء لتقرير الوضع النهائي للصحراء الغربية بين الإنضمام للمغرب أو الإنفصال عنه، لكن هذا الإستفتاء لم يتم بسبب الخلاف حول العدد الحقيقي للسكان الذين يحق لهم التصويت.
- في سنة 2006، أعلن الملك محمد السادس عن إحداث المجلس الملكي الإستشاري للشؤون الصحراوية، وتتمثل صلاحيات هذا المجلس في إبداء الرأي في ما يستشيره الملك من قضايا عامة أو خاصة ذات الصلة بالتنمية البشرية والإقتصادية والإجتماعية في الأقاليم الجنوبية.[3]

- في سنة 2000، نوقشت خطة بيكر من قبل مجلس الأمن التابع للأمم المتحدة، ووفقاً لخطة بيكر فإن قاطني الصحراء هم مهاجرين ومواطنين مغاربة ضمهم المغرب لتلك المنطقة (يُنظر إليهم من قبل البوليساريو كمستوطنون أما المغرب فيعتبرهم سُكاناً شرعيين)، وقد منحتهم خطة بيكر حق التصويت في الإستفتاء لكن جبهة البوليساريو رفضت هذا الأمر بشكل تام. وفي سنة 2003، تم إقتراح نسخة جديدة من الخطة أطلق عليها اسم خطة بيكر الثانية، مع بعض الإضافات والتعديلات، إلا أن المغرب رفضها، وفي سنة 2004، استقال جيمس بيكر من منصبه في الأمم المتحدة وصرح قائلاً: «إنني لا أظن أن هناك حل لهذه الأزمة».
- في سنة 2005، نشر الأمين العام السابق للأمم المتحدة كوفي عنان تقريراً أكد فيه زيادة النشاط العسكري من جانب جبهة البوليساريو التي اتهمها بخروقات عدة خاصة فيما يتعلق بوقف إطلاق النار كما اتهم المغرب بزيادة التحصينات العسكرية ورفع درجة التأهب لمستوى كبير.
- في سنة 2007، قدم المغرب في الأمم المتحدة نص المبادرة المغربية القاضية بمنح الصحراء الغربية حكما ذاتياً في إطار السيادة الوطنية.[4]

- في سنة 2010، قامت مجموعة من سكان مدينة العيون بنصب عدد من الخيام بمنطقة أكديم إزيك من أجل الضغط على السلطات المحلية للإستجابة لمجموعة من المطالب الإجتماعية كتوفير مناصب الشغل للعاطلين عن العمل وتوفير السكن وتقديم الدعم الإجتماعي، غير أن هذه المطالب تم إستغلالها سياسياً من طرف مجموعات ذات إرتباطات بالبوليساريو، والتي ناورت على إبقاء مخيم إكديم إزيك وتأجيج الوضع وتعطيل أي حل لهذا الملف وتم إستغلال هذا الملف سياسياً للترويج لفكرة استقلال الصحراء الغربية عن المغرب، مما أجبر السلطات المحلية على التدخل لتفكيك هذا المخيم، وهو الأمر الذي نتج عنه مواجهات دامية ومقتل عناصر من القوات العمومية وخسائر مادية.[5][6]

- في سنة 2016، أعلنت المغرب عن طرد 84 موظف من بعثة المينورسو التابعة للأمم المتحدة وذلك بعد أن تبين لها بأن عناصر من هذه البعثة قاموا بإجراء العديد من اللقاءات مع عناصر لديهم وجهة نظر معادية للطرح المغربي، بالإضافة إلى التعبير عن مواقف وتصريحات تضرب مبدأ الحياد المفترض في الموظفين الأمميين. وإزداد توتر العلاقات بين المغرب وبعثة المينورسو بعد أن صرح الأمين العام السابق للأمم المتحدة بان كي مون في مؤتمر مدعياً أن ضم المغرب للصحراء الغربية هو بمثابة «إحتلال لدولة ذات سيادة».[7][8]

- في سنة 2017، عرفت منطقة الكركرات تصعيداً عسكرياً قوياً بين المغرب والبوليساريو، وصل حد التلويح بإمكانية خرق إتفاق وقف إطلاق النار، وعودة الطرفين إلى الإشتباكات المسلحة، وأعرب الأمين العام للأمم المتحدة، أنطونيو غوتيريش عن قلقه إزاء تزايد التوترات في محيط الكركرات، داعيا المغرب وجبهة البوليساريو إلى ممارسة أقصى درجات ضبط النفس وتجنب تصعيد التوترات، وقد جاء هذا التصعيد بعد أن قرر المغرب تعبيد الطريق بين المركز الحدودي الكركرات والمركز الحدودي الموريتاني، وهو الأمر الذي إحتجت عليه البوليساريو، ورد عليها المغرب بأن نشاطه في الكركرات يأتي لمحاربة التجارة غير المشروعة وأنه يحترم قرار وقف إطلاق النار، وقد تدخلت قوات المينورسو لأجل الحيلولة دون إندلاع إشتباكات بين الطرفين، وبعد المفاوضات مع المينورسو قام المغرب بسحب قواته، ثم تبعته البوليساريو وسحبت قواتها.[9]
- في سنة 2020، قامت عناصر مسلحة من البوليساريو ما بين شهري أكتوبر ونونبر بعملية عرقلة لحركة المرور المدنية والتجارية بمنطقة الكركرات في الطريق الرابطة بين المغرب وموريتانيا، وهو ما يشكل خرقا لاتفاقية وقف إطلاق النار، والتي تنص على تقييدات تمنع التواجد العسكري بالمنطقة العازلة، مقابل بقاء الممرات التجارية والاقتصادية والإنسانية مفتوحة. وبعد إستنفاذ كل الخيارات السلمية، إضطر المغرب للقيام بعملية عسكرية غير هجومية، حيث قامت القوات المسلحة الملكية المغربية بإنشاء جدار رملي لحماية منطقة الكركرات من الإختراقات مستقبلاً، ولتأمين الطريق الرابط بين المعبرين الحدوديين للمغرب وموريتانيا. وعلى إثر هذه العملية أعلنت جبهة البوليساريو أنها لم تعد ملتزمة باتفاق وقف إطلاق النار، الذي توصلت إليه مع المغرب عام 1991.[10][11]
- في سنة 2022، أعلنت إسبانيا بأن مبادرة الحكم الذاتي التي تقدم بها المغرب سنة 2007، هي بمثابة الأساس الأكثر جدية وواقعية ومصداقية من أجل تسوية الخلاف.

## مواقف الدول

### فرنسا
بالتزامن مع الذكرى الـ25 لاعتلاء الملك محمد السادس عرش المغرب، قررت فرنسا الاعتراف بسيادة المملكة على الصحراء الغربية وأكدت دعمها لمخطط الحكم الذاتي الذي قدمه المغرب للصحراء الغربية، معتبرة أنه “الأساس الوحيد” للتوصل إلى حل سياسي للنزاع القائم حول المنطقة

### إسبانيا
تعتبر إسبانيا المبادرة المغربية للحكم الذاتي بمثابة الأساس الأكثر جدية وواقعية ومصداقية من أجل تسوية الخلاف، بعد رسالة بعثها رئيس الوزراء الإسباني بيدرو سانشيز إلى الملك محمد السادس.

### المغرب
يرفض تسمية الصحراء الغربية، ويشير للصحراء في مختلف الوثائق الإدارية الرسمية باسم الأقاليم الجنوبية، كما ينظر إليها على أنها جزء من الأراضي المغربية، كان الاستعمار الأوروبي قد اقتطعه من أراضيه. ويقدم المغرب مبادرة الحكم الذاتي كحل نهائي للنزاع.

### الجزائر
تعترف الجزائر بالجمهورية العربية الصحراوية وتعتبر هذه القضية قضية تصفية استعمار وتدعو إلى حق الشعب الصحراوي في تقرير مصيره وتتهم المغرب الجزائر بدعم جبهة البوليساريو وأنها جزء من الصراع بينما الجزائر تعتبر هذه الاتهامات باطلة وان هذه قضية من صلاحيات الأمم المتحدة.

### موريتانيا
أعلنت موريتانيا أن لسكان الصحراء الغربية نفس التقاليد والعادات التي لدى الشعب الموريتاني وعلى هذا الأساس طالبت بالجزء الجنوبي من الصحراء الغربية، ثم ما لبثت أن تراجعت عن مطالبها بل وقامت في سنة 1979 بتوقيع اتفاق السلام بين موريتانيا والجمهورية العربية الصحراوية الديمقراطية بالعاصمة الجزائرية والذي بموجبه انسحبت موريتانيا بصفة نهائية من الجزء الذي كانت تحتله من تراب الصحراء الغربية واعترفت بالجمهورية العربية الصحراوية الديمقراطية.

### إيران
في سنة 2018، قام المغرب بقطع علاقته مع إيران وإتهمها بدعم البوليساريو لاستهداف أمن المغرب.

### الولايات المتحدة الأمريكية
في 10 ديسمبر 2020، إعترفت الولايات المتحدة بالسيادة المغربية على كامل إقليم الصحراء الغربية، وجددت دعمها لمقترح الحكم الذاتي المغربي الجاد والواقعي وذي المصداقية، باعتباره الأساس الوحيد لحل عادل ودائم للنزاع حول الصحراء الغربية. كما أعلنت الولايات المتحدة الأمريكية عن فتح قنصلية لها بمدينة الداخلة.

## رأي محكمة العدل الدولية

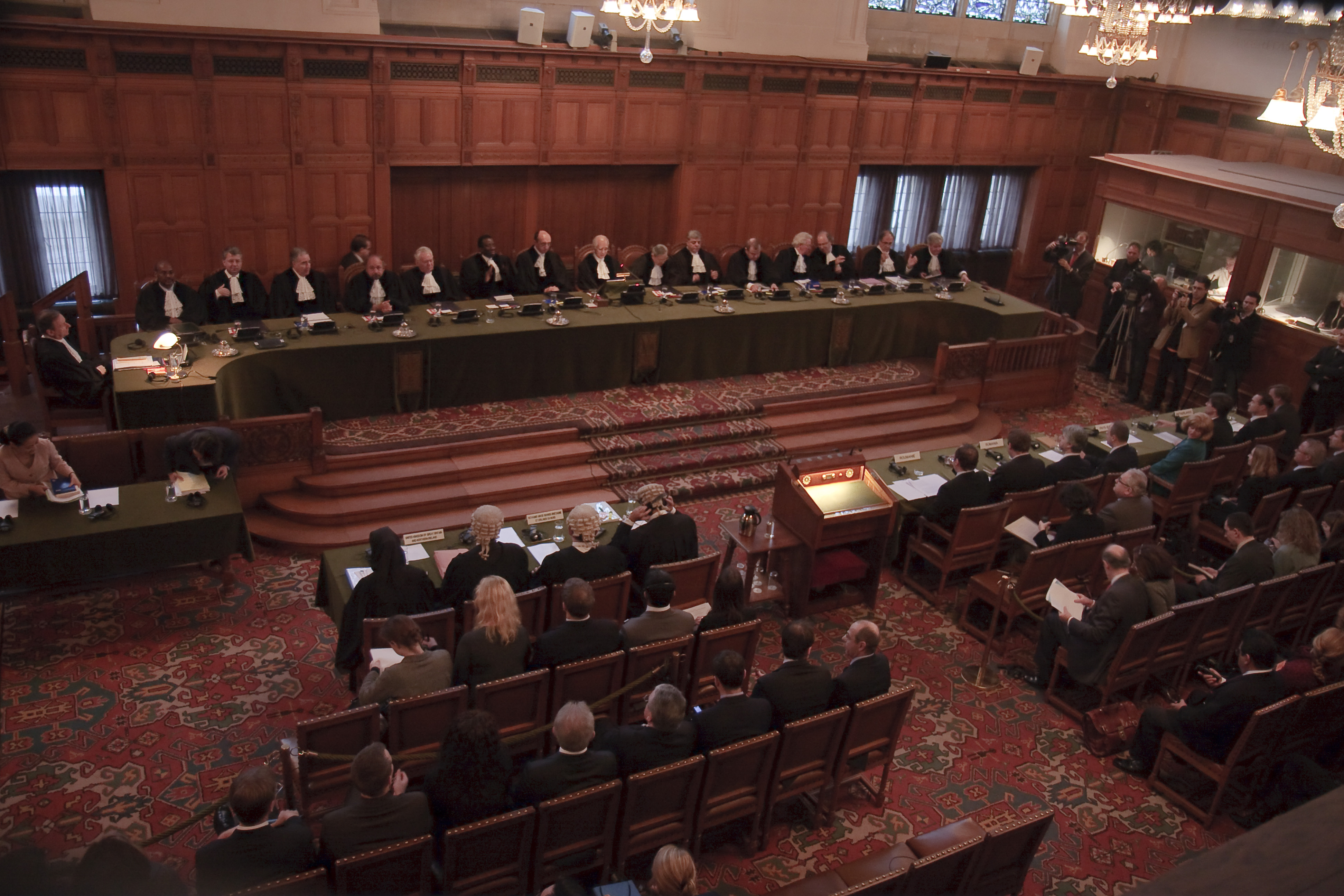
محكمة العدل الدولية في لاهاي

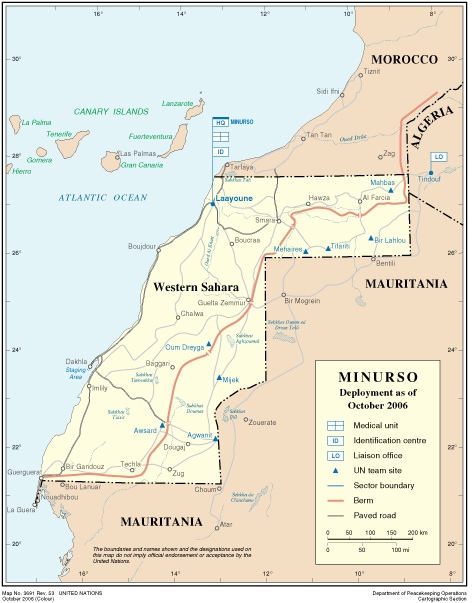
مواقع الثكنات العسكرية لبعثة المينورسو

تقدم المغرب بطلب إلى الأمين العام للأمم المتحدة وإلى الحكومة الإسبانية في 23 سبتمبر 1974 لإحالة ملف الصحراء الغربية إلى محكمة العدل الدولية في لاهاي، لتبدي رأيا استشاريا لتعزيز مطالبه بحقوقه التاريخية على الإقليم وبعد أن وافقت الجمعية العامة على الطلب المغربي، أحالته على محكمة العدل الدولية المذكورة والتي عقدت 27 جلسة علنية من 25 يونيو ولغاية 30 يوليو 1975 وأعلنت محكمة العدل الدولية رأيها الاستشاري في 16 أكتوبر 1975 في 60 صفحة، بعد تفكير عميق وجاد تناول بالفحص والتدقيق كل حيثيات الموضوع في حدود الادعاءات والوثائق المقدمة إليها وفيما يلي خلاصته :
- الجواب على السؤال الأول: غداة استعمارها من طرف إسبانيا (والذي حددته المحكمة اعتبارا من سنة 1884) لم تكن الصحراء الغربية أرضا بلا سيد لأنها كانت مأهولة بسكان على الرغم من بداوتهم كانوا منظمين سياسيا واجتماعيا تحت سلطة شيوخ يبايعون ملوك المغرب. وإسبانيا نفسها لما أقامت (حمايتها) تذرعت باتفاقات مبرمة مع الشيوخ المحليين.
- وقبل الإجابة على السؤال الثاني (ما هي الروابط القانونية التي كانت تربط المنطقة المذكورة والمملكة المغربية والمجموعة الموريتانية؟)، فإن المحكمة حددت كروابط قانونية كل الروابط التي يمكنها أن تؤثر على السياسة التي يجب إتباعها لتصفية الاستعمار من الصحراء الغربية. وحول السؤال المحدد المتعلق بالروابط مع المملكة المغربية، أوضحت المحكمة أنها تأخذ بعين الاعتبار:
- أن المملكة المغربية تدعي وجود روابط سيادة بالصحراء الغربية نابعة من حيازة تاريخية للإقليم.
- أنها وضعت في الحسبان الهيكلة الخاصة للدولة المغربية في تلك الحقبة التاريخية.

وبعد أن فحصت الأحداث الداخلية (تعيين القادة، جباية الضرائب، المقاومة المسلحة وحملات السلاطين...) التي قدمها المغرب كإثبات لسيادته التاريخية على الصحراء الغربية، والأحداث الخارجية (معاهدات، اتفاقات، ومراسلات دبلوماسية) التي اعتبرها المغرب تأكيدا لاعتراف دولي من حكومات أخرى بتلك السيادة التاريخية، كان استنتاج المحكمة أن المواد والمعلومات المقدمة إليها من طرف المملكة المغربية لم تثبت أي علاقة للسيادة الإقليمية بين إقليم الصحراء الغربية والمملكة المغربية أو الكيان الموريتاني. وبالتالي، لم تجد المحكمة أي روابط قانونية من هذا القبيل قد تؤثر على تطبيق قرار الجمعية العامة رقم 1514 (XV) لعام 1960 - الذي يتضمن إعلان منح الاستقلال للبلدان والشعوب المستعمرة - في إنهاء استعمار الصحراء الغربية و، على وجه الخصوص، لمبدأ تقرير المصير من خلال التعبير الحر والصادق عن إرادة شعوب الإقليم.

شعار الأمم المتحدة

## الحلول المقترحة
- الحكم الذاتي: تقدم المغرب بهذا الاقتراح حيث يعطي لسكان الصحراء حق تسيير كافة أمورهم بنفسهم تحت السيادة المغربية، واعتبره سقف التنازلات وآخر حل يقبل به المغرب[17]
- القيام باستفتاء: وافق عليه كل من المغرب وجبهة البوليساريو، لكن ظهر مشكل بعد إكمال عملية تحديد من يحق لهم التصويت وحاليا يرفض المغرب الحوار حول الاستفتاء معتبرا إياه فاشلا بسبب الاختلاف حول هوية الناخبين من وجهة نظره.[بحاجة لمصدر]
- تقسيم الصحراء بين المغرب والبوليساريو: حل رفضه المغرب الذي إعتبر أن كل الصحراء جزء لا يتجزأ من وحدته الترابية كما رفضته البوليساريو باعتباره يتناقض مع مبدأ تقرير مصير الشعوب المستعمرة.[بحاجة لمصدر]
- إنسحاب الأمم المتحدة من الملف: سحب قوات حفظ السلام والمينورسو من الصحراء الغربية مما قد يؤدي إلى إندلاع حرب بين طرفي النزاع.[بحاجة لمصدر]

## الاعتراف الدبلوماسي
فيما يلي، قائمة الدول التي اعترفت أو سحبت اعترافها بالجمهورية العربية الصحراوية الديمقراطية:

الحالة السياسية للصحراء الغربية:
الصحراء الغربية.
دول تعترف بعائدية وسيادة المغرب على الصحراء الغربية.
دول تدعم جبهة البوليساريو إمّا دعمًا مباشرًا أو من خلال العلاقات الدبلوماسية.
دول تدعم إجراء استفتاء لحق تقرير المصير.
دول لم تظهر أي مواقف بخصوص قضية الصحراء الغربية أو كانت لها مواقف متبانية.

| الدولة       | تاريخ الاعتراف | العلاقة الحالية (تجميد، الغاء، استئناف) |
| ------------ | -------------- | --- |
| مدغشقر       | 28 فبراير 1976 | تم تجميده:6 أبريل 2005 |
| بوروندي      | 1 مارس 1976    | تم تجميده:5 مايو 2006 استأنف 16 يونيو 2008, ولكن تم سحبه: 25 أكتوبر 2010. |
| الجزائر      | 6 مارس 1976    | |
| أنغولا       | 11 مارس 1976   | |
| بنين         | 11 مارس 1976   | تم تعليقه: 21 مارس 1997 . |
| موزمبيق      | 13 مارس 1976   | |
| غينيا بيساو  | 15 مارس 1976   | تم سحب الإعتراف في 2 أبريل 1997, أعيد تفعيله في 26 مايو 2009, ولكن تم سحبه: مجددا في 30 مارس 2010. <«Communique». Ministry of Foreign Affairs of Haiti. 2 de octubre de 2013. Consultado el 15 de octubre de 2013> |
| جنوب السودان | 9 يوليو 2011   | |